# August Abbehusen
August Abbehusen (* 17. Oktober 1875 in Bremen; † 10. März 1941 in Bremen) war ein deutscher Architekt.

## Biografie
Abbehusen wurde 1875 als Sohn eines Bildhauers und Stuckateurs in Bremen geboren. Er studierte Architektur und ließ sich nach dem Studium in Bremen nieder. Von 1903 bis 1919 arbeitete er mit Otto Blendermann im Büro Abbehusen und Blendermann zusammen. Aus dieser Zeit stammen seine besten Werke, wie die Christuskirche in Woltmershausen, das Rathaus Blumenthal, das Bremer Schauspielhaus (Theater am Goetheplatz) oder die Schule an der Carl-Schurz-Straße (Haus Vietor). Obwohl die Architektengemeinschaft hohes Ansehen erlangt hatte, trennten sich die Wege von Abbehusen und Blendermann nach dem Ersten Weltkrieg, als die Bautätigkeit bis zur Mitte der 1920er Jahre zum Erliegen kam. Im Gegensatz zu Otto Blendermann konnte sich August Abbehusen anschließend nicht in ähnlicher Weise wieder etablieren. Er war dann bis 1939 überwiegend im Wohnhausbau tätig und starb 1941 in Bremen.
Abbehusen und Blendermann waren nicht auf bestimmte Bauaufgaben spezialisiert, sondern entwarfen u. a. Wohn- und Landhäuser, Kirchen, ein Rathaus, Sport- und Klubgebäude oder auch einen dörflichen Saalbau. Ihre Architekturauffassung war geprägt vom Klassizismus der Zeit um 1800. Ihr Stil hat eine regionale, durchaus biedermeierliche Ausprägung, der in der Zeit vor dem Ersten Weltkrieg eine Blütephase erlebte und mit dem man bis heute, nahezu zeitlos, den Wohlstand und zugleich auch die hanseatische Zurückhaltung assoziiert. Abbehusen besaß ein sehr feines Proportionsgefühl, welches besonders in den schlichten Werken des Büros erkennbar ist. Gern schmücken Putti und Girlanden die hellen Putzfassaden ihrer Gebäude, das Rathaus Blumenthal mit seinem Anklängen an den holländischen Barock bildet mit seiner Klinkerfassade eher eine Ausnahme. Ein Zeitgenosse hat den Grund ihrer Wertschätzung in Bremen 1910 treffend so beschrieben: „In Bremen aber, wo einem auf Schritt und Tritt das Alte begegnet, kann man seiner Modernität nicht so die Zügel schießen lassen. Hier muss man sich dem Charakter des Vorhandenen unterordnen.“

## Bauten und Entwürfe

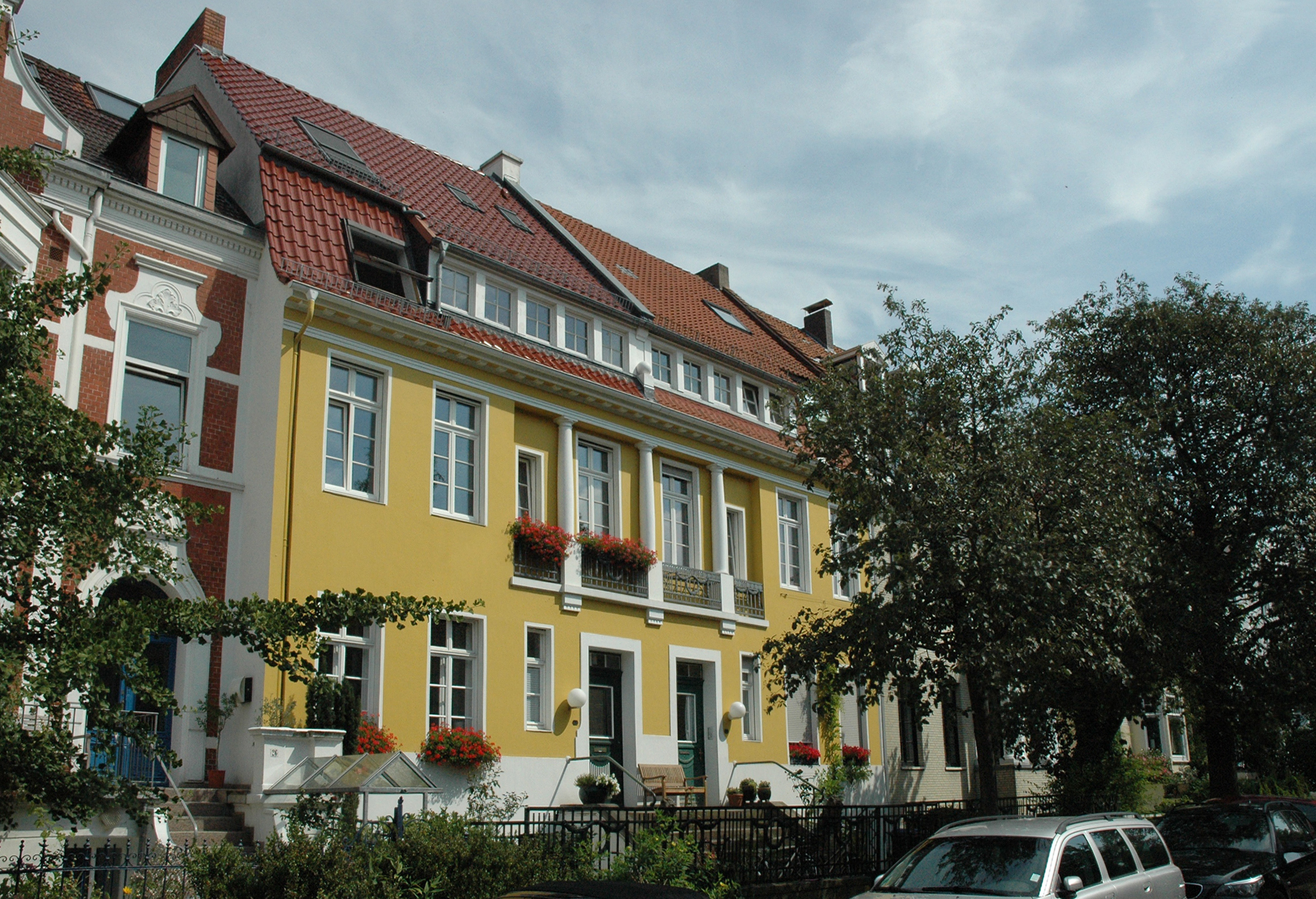
Häusergruppe Benquestraße 28/32, 1905

Wettbewerbsentwurf Osterholzer Friedhof, 1909

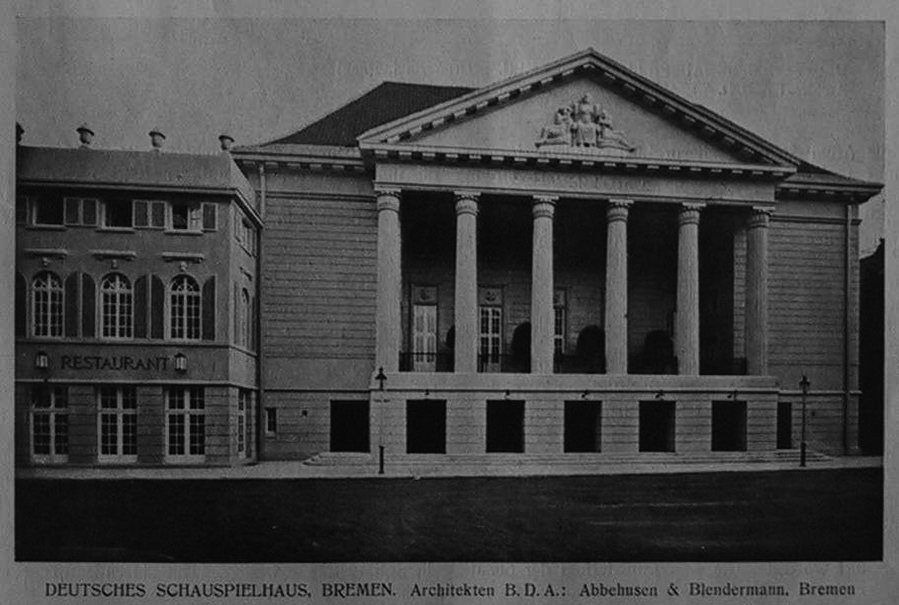
Theater am Goetheplatz (ehem. Deutsches Schauspielhaus), 1913

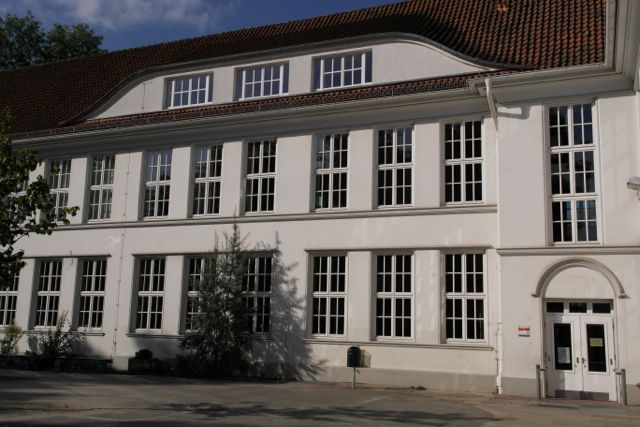
Haus Vietor der Privaten Höheren Mädchenschule (Lyzeum Anne Vietor) in Bremen, Hofseite, 1913

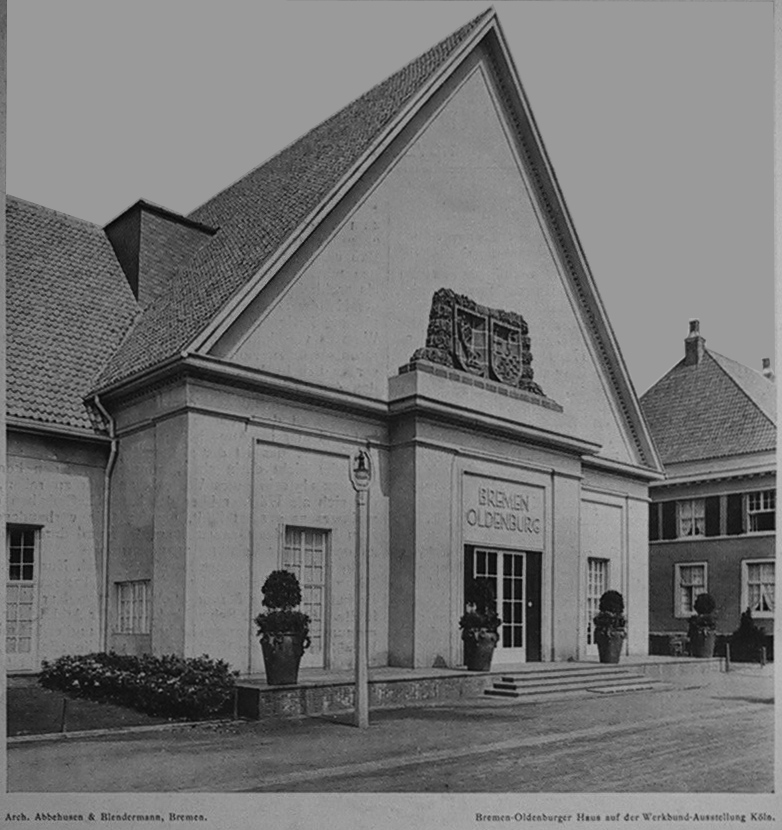
Bremen-Oldenburger Haus auf der Werkbundausstellung Köln 1914

(D) = Erhalten und unter Denkmalschutz

### Bis zum Ersten Weltkrieg, mit Otto Blendermann
- 1902: Wettbewerbsentwurf für das Realgymnasium Am Barkhof[2]
- 1903: Wohnhäuser Lüder-von-Bentheim-Straße 10/12
- 1904: Grabmal für August A. Abbehusen auf dem Riensberger Friedhof (Familienbegräbnis, Feld AA, Pflanzung)
- 1904–1905: Kirche Rönnebeck-Farge und Pastorenhaus, Farger Straße 17/21 (D)[1][3][4][5]
- 1905: Wohnhaus für Gerhard Kasten, Lüder-von-Bentheim-Straße 26[3]
- 1905: Wohnhaus für Dr. Wilckens, Lüder-von-Bentheim-Straße 30[3], Um- und Wiederaufbau 1951 von Armin Schöning
- 1905: Häusergruppe Benquestraße 28/30/32[1]
- 1905: Grabdenkmal für Johann Heinrich Egestorff auf dem Landgut Tenever (Egestorff-Stiftung)[3]
- 1905–1906: Wohnhäuser Lüder-von-Bentheim-Straße 14/16
- 1905–1906: Arbeiterhäuser für den Spar- und Bauverein Blumenthal i. H. in Fähr-Lobbendorf, Gruppe F und H, Schüttes Kamp 3/9[6]
- 1905–1906: Arbeiterhäuser für den Spar- und Bauverein Blumenthal i. H. in Fähr-Lobbendorf, Gruppe E, Fährer Kämpe 87/93[6][7]
- 1905–1906 (um): Arbeiterhäuser für den Spar- und Bauverein Blumenthal i. H. in Fähr-Lobbendorf, Gruppe B und D[3][6]
- 1905–1906: Mittelschule Blumenthal, Wigmodistraße 37[3][8][9]
- 1905–1906: evangelische Christuskirche in Woltmershausen, Woltmershauser Straße 376 (D)[3][5][10][11][12]
- 1906: Wohnhaus für Dr. jur. Hermann (Julius) Kulenkampff-Post, Contrescarpe 44 (zerstört)[3][13]
- 1906: Stallgebäude für Hans Nolte, Schwachhauser Heerstraße 266, erhalten[3][14]
- 1906–1908: Deutsche Nationalbank in Oldenburg, heute Volksbank Oldenburg, Lange Straße 8/9[3][15]
- 1907: Turnhalle für das Realgymnasium und die Höhere Mädchenschule an der Ecke Breite / Aumunder Kirchweg in Vegesack[3][4][9][16][17][18]
- 1907: Luxuskabine auf dem Schnelldampfer Kronprinzessin Cecilie des Norddeutschen Lloyd[3][19][20][21]
- 1907: Wettbewerbsentwurf für das Neue Rathaus in Bremen
- 1907: Geschäftshaus der Konditorei Knigge, Sögestraße 42/44 (1944 zerstört)[3]
- 1907–1908: Landhaus Heidhof (auch genannt Landhaus Rohlwink) in St. Magnus, Mahlstedtstraße 18 (1957 abgebrochen)[1][3][22][23]
- 1907–1908: Haus von Möller auf Gut Kupferhammer in Brackwede bei Bielefeld[1][3][24]
- 1907–1908: Geschäftshaus Bernhd. Ebeling (Eisen- und Kurzwaren), Ansgaritorstraße 21 / Kaiserstraße 16 (stark verändert erhalten)[3]
- 1908–1909: Pfarrhaus der Hohentorsgemeinde, Hohentorchaussee 17[25][26]
- 1908–1910: Rathaus Blumenthal, Landrat-Christians-Straße 107 (D)[1][3][4][4][9][27]
- 1909: Pfarrhaus der St.-Pauli-Kirchengemeinde, Rolandstraße 9 (zerstört)[28]
- 1909: Villa in Geestemünde (Bremerhaven)[29]
- 1909: Landhaus für den Leipziger Verleger Fritz Otto Klasing auf Spiekeroog, heute Gästehaus Klasing, Westend 10 (D)[3][30][31][32]
- 1909 (vor): Esszimmer für Herrn T. in Bremen[3]
- 1909 (vor): Apotheke in Fähr-Lobbendorf, Lindenstraße 10A[3]
- 1909 (vor): Wettbewerbsentwurf für das Kreishaus in Osterholz bei Bremen[3]
- 1909 (vor): Wettbewerbsentwurf einer Realschule für Brake i. O.[3]
- 1909 (vor): Wettbewerbsentwurf für die Landesbank in Brake i. O.[3]
- 1909 (vor): Wettbewerbsentwurf für die Kommerzbank für Lübeck[3]
- 1909: Wettbewerbsentwurf für die Wehr- und Schleusenanlage bei Hemelingen (Weserwehr)[3][4]
- 1909: Wettbewerbsentwurf eines Wasserturms für die westliche Vorstadt[3][4]
- 1909: Saalbau des Forsthauses Blumenthal, ehemals Am Forst 1 (heute Sportplatz BTV; abgebrochen Anfang der 1960er Jahre)[1][3][4][6][33][34]
- 1909: Geschäftshaus Herms in Bremen-Mitte, Unser Lieben Frauen Kirchhof 17 (D)
- 1909–1910: Pförtnerhaus, Klubhaus und Rennbahn des Bremer Reitklubs in der Vahr (nicht erhalten)[1][3][4][9][35][14]
- 1909–1910: Adler-Apotheke, Hutfilterstraße 13 / Kaiserstraße (Am Brill, zerstört)[36]
- 1909–1910: Wettbewerbsentwurf für den Osterholzer Friedhof
- 1910: Renovierung der [St.-Pauli-Kirche (Bremen)|St.-Pauli-Kirche] in der Bremer Neustadt (1944 zerstört)
- 1910: Tennishalle für den Bremer Tennisverein von 1896 e. V, Scharnhorststraße 75 (1942 zerstört)
- 1910 (um): Kolonie Hammerbeck des Spar- und Bauvereins Blumenthal in H.[37]
- 1910 (um): Arbeiterdoppelwohnhaus für die Silberfabrik Kallmeyer & Harjes in Gotha[37]
- 1910 (um): Kolonie des Nordenhamer Bauvereins[6][37]
- 1910 (um): Arbeiterkolonie des Gemeinnützigen Bauvereins in Brake i. O.[35]
- 1910: Stallgebäude für Herrn Ed. Focke jr. in Lesum (verm. Gut Hohekamp, Burger Heerstraße 20/22)[1][3]
- 1910–1911: Haus Dr. Spieß in Schwachhausen, Franziusstraße 44 (D)[1][26][38]
- 1911: Umbau des Geschäftshauses der C. H. Haake AG, Martinistraße 5–6[39][40]
- 1911: Villa Gross, Schwachhauser Heerstraße 78 (zuletzt Bremer Medienhaus, Abbruch 2020)[9][41]
- 1911: Villa Bünemann in Schwachhausen, Bürgermeister-Spitta-Allee 18 (D)[9][42][43]
- 1911–1912: Geschäftshaus Stallmann und Harder, Am Wall 179–180 / Ostertorswallstraße 49[44]
- 1911–1912: Haus Consul Biedermann (?), Marcusallee 3[9][26]
- 1912 (vor): Landhaus Flohr, St. Magnus, Maschkuhlen 12[45]
- 1912 (vor): Speisezimmer-Einrichtung im Wohnhaus D. in Bremen[46]
- 1912: Haus Papendieck, Benquestraße 39
- 1912: Haus Gustav Plump, Marcusallee 19 (1973 abgebrochen)
- 1912–1913: Theater am Goetheplatz, ehem. Bremer Schauspielhaus (D)[9][47][48][49][50]
- 1912–1913: Carl-Schütte-Brücke im Bürgerpark[51][52]
- 1912–1913: Lambert-Leisewitz-Brücke[51]
- 1913: Vietorschule der Privaten Höheren Mädchenschule (Lyzeum Anne Vietor) in Bremen, Carl-Schurz-Straße (ehemals Bürgermeister-Smidt-Straße) 25 (D)[9][16][53][54]
- 1913–1915: Wettbewerbsentwurf der Kaiserbrücke[55]
- 1914: Bremen-Oldenburger Haus auf der Werkbundausstellung Köln 1914[56][57][58][59][60]
- 1914: Bremer Zufluchtsstätte für Frauen und Mädchen, heute Isenbergheim der Inneren Mission, Kornstraße 209/211[9]
- 1914–1915: Villa Koenenkamp in Horn-Lehe, Marcusallee 38 (D)

### Nach dem Ersten Weltkrieg
- 1922: Werkswohnhaus Weserstraße der Werft Bremer Vulkan in Vegesack, Weserstraße 69/70 (D)
- 1922: 14 eingeschossige Doppelhäuser für die Bremer Woll-Kämmerei (BWK), Richard-Jung-Straße 1–19 und 2–28; Besanstraße 6–12
- 1923 und 1927: 13 Werkshäuser für den Bremer Vulkan, Kirchhofstraße 1/5, Vulkanstraße 31–39 und Heinrich-Meyer-Straße 1–9[61]
- 1924: Kirche der Baptistengemeinde in Oslebshausen[5]
- 1927: Wettbewerbsentwurf für das Geschäftshaus der Nordwolle[62]
- 1928: Wettbewerbsentwurf für den Bremer Turm auf der Pressa in Köln
- 1928: Reihenhäuser Oberhoferstraße 1–41 und 2–38 (Peterswerder)[9]
- 1930: Reihenhäuser für die Bauhütte „Hansa“, Delmestraße 108–140 und 121–141[63]
- 1935–1936: Siedlung Vogelweide für den Bremer Bauverein, Vogelweide 1–43 und 2–24, Bozener Straße 4–30 und 3–9, Innsbrucker Straße 41–67, Utbremer Ring 121–151, Hemmstraße 280–310[63][64]
- 1936–1937: Haus Wolfgang (Hippelstein) Prinz Cantacuzene am Kurparktheater in Göggingen, Gerhart-Hauptmann-Straße 22
- 1939: Volkswohnbauten für die „Weser“ Flugbaugesellschaft, Greifswalder Straße 4–44 und 3–21, Wasserhorster Straße 3–9 und 10 und 12[63]